# Lafia (Nigeria)
Lafia è una città della Repubblica Federale della Nigeria appartenente allo Stato di Nassarawa. È capoluogo dell'omonima area a governo locale (local government area). Conta una popolazione di 330.712 abitanti.